# 張小白
張小白（ちょう しょうはく、1982年12月19日—）は、中華人民共和国の漫画家。女性。遼寧省鞍山市出身。中国人民大学徐悲鴻芸術学院卒業。2011年には、外務省の第四回「国際漫画賞」で『Si loin et si proche』が最優秀賞を受賞した。

## 作品一覧
- 『你好』
- 『Si loin et si proche』[2]
- 『青花』
- 『落花夢筆』[3]